# Mercedes-Benz Mittelschwerer Frontlenker
Die Mittelschweren Frontlenker mit kubischer Kabine (auch „LP mittelschwer“ genannt, das „P“ steht für Pullman-Kabine) waren Lastwagen des deutschen Herstellers Daimler-Benz, die zwischen 1965 und 1975 produziert wurden. Sie nahmen innerhalb der Modellpalette eine Position oberhalb des Leichten Frontlenkers und unterhalb des Schweren Frontlenkers ein.

## Modellgeschichte

### Allgemeines
Aus dem neuen Werk in Wörth kamen ab 1965 völlig neu gestaltete Frontlenker, die den Kurzhaubern in Deutschland den Rang abliefen. Obwohl sie recht simpel konstruiert waren (und zum Beispiel keine kippbare Kabine hatten), verkauften sich diese Fahrzeuge dank einer konsequenten Tiefpreispolitik außerordentlich gut und prägten so das Straßenbild in den 1970er- und 1980er-Jahren entscheidend mit.
Auch die Fahrzeuge der mittleren Gewichtsklasse erhielten Fahrerhäuser im neuen Design. Im Gegensatz zu den leichten Fahrzeugen waren die Scheinwerfer im unteren Bereich des Kühlergrills angeordnet.
Die Fahrzeuge hatten einen 5,7-Liter-Direkteinspritzmotor OM 352, der zunächst 126 PS, später 130 PS leistete. Der Achtlitermotor OM 327 wurde in der Leistungsklasse 160 bis 170 PS angeboten. 1969 wurde dieser Motor von dem 8,7 Liter großen OM 360 abgelöst, der ab 1970 als Spitzenmotorisierung mit 192 PS eingesetzt wurde. Allradantrieb gab es in der mittelschweren Klasse nicht.

### Ausführungen
- LP: Frontlenkerlastwagen, Fahrgestell oder mit Pritsche
- LPF: Frontlenkerlastwagen, Fahrgestell für Feuerwehraufbau
- LPK: Frontlenkerlastwagen, Kipppritsche
- LPKo: Frontlenkerlastwagen, Fahrgestell für Kommunalfahrzeug
- LPL: Frontlenkerlastwagen, Fahrgestell mit Luftfederung
- LPO: Frontlenkerlastwagen, Fahrgestell für Omnibusaufbau
- LPS: Frontlenkerlastwagen, Sattelzugmaschine

## Modelle
| Modell                        | Motor                  | Hubraum                         | Zylinder | Leistung DIN 70020                                                    | Drehmoment DIN 70020             |
| ----------------------------- | ---------------------- | ------------------------------- | -------- | --------------------------------------------------------------------- | -------------------------------- |
| 810                           | OM 312, OM 321, OM 352 | 4.578 cm³, 5.101 cm³, 5.675 cm³ | 6        | 74 kW (100 PS) bei 2.900/min                                          | 275 N·m (28 mkp) bei 1.600/min   |
| 911 B                         | OM 312, OM 321, OM 352 | 4.578 cm³, 5.101 cm³, 5.675 cm³ | 6        | 81 kW (110 PS) bei 2.900/min                                          | 312 N·m (32 mkp) bei 1.600/min   |
| 1013                          | OM 352                 | 5.675 cm³                       | 6        | 93 kW (126 PS) bei 2.800/min                                          | 353 N·m (36 mkp) bei 1.600/min   |
| 1113 B                        | OM 352                 | 5.675 cm³                       | 6        | 93 kW (126 PS) bei 2.800/min                                          | 353 N·m (36 mkp) bei 1.600/min   |
| 1213                          | OM 352                 | 5.675 cm³                       | 6        | 93 kW (126 PS) bei 2.800/min                                          | 353 N·m (36 mkp) bei 1.600/min   |
| 1313                          | OM 352 A               | 5.675 cm³                       | 6        | 124 kW (169 PS)                                                       |                                  |
| 1317                          | OM 327.III             | 8.276 cm³                       | 6        | 125 kW (170 PS) bei 2.600/min                                         | 525 N·m (53,5 mkp) bei 1.500/min |
| 1319                          | OM 360                 | 8.725 cm³                       | 6        | 141 kW (192 PS)                                                       |                                  |
| 1216                          | OM 327                 | 8.276 cm³                       | 6        | 118 kW (160 PS) bei 2.300/min                                         | 525 N·m (53,5 mkp) bei 1.500/min |
| 1217                          | OM 327                 | 8.276 cm³                       | 6        |                                                                       |                                  |
| 1513                          | OM 352                 | 5.675 cm³                       | 6        | 93 kW (126 PS) bei 2.800/min                                          | 353 N·m (36 mkp) bei 1.600/min   |
| 1517                          | OM 327.III             | 8.276 cm³                       | 6        | 125 kW (170 PS)                                                       | 525 N·m (53,5 mkp) bei 1.500/min |

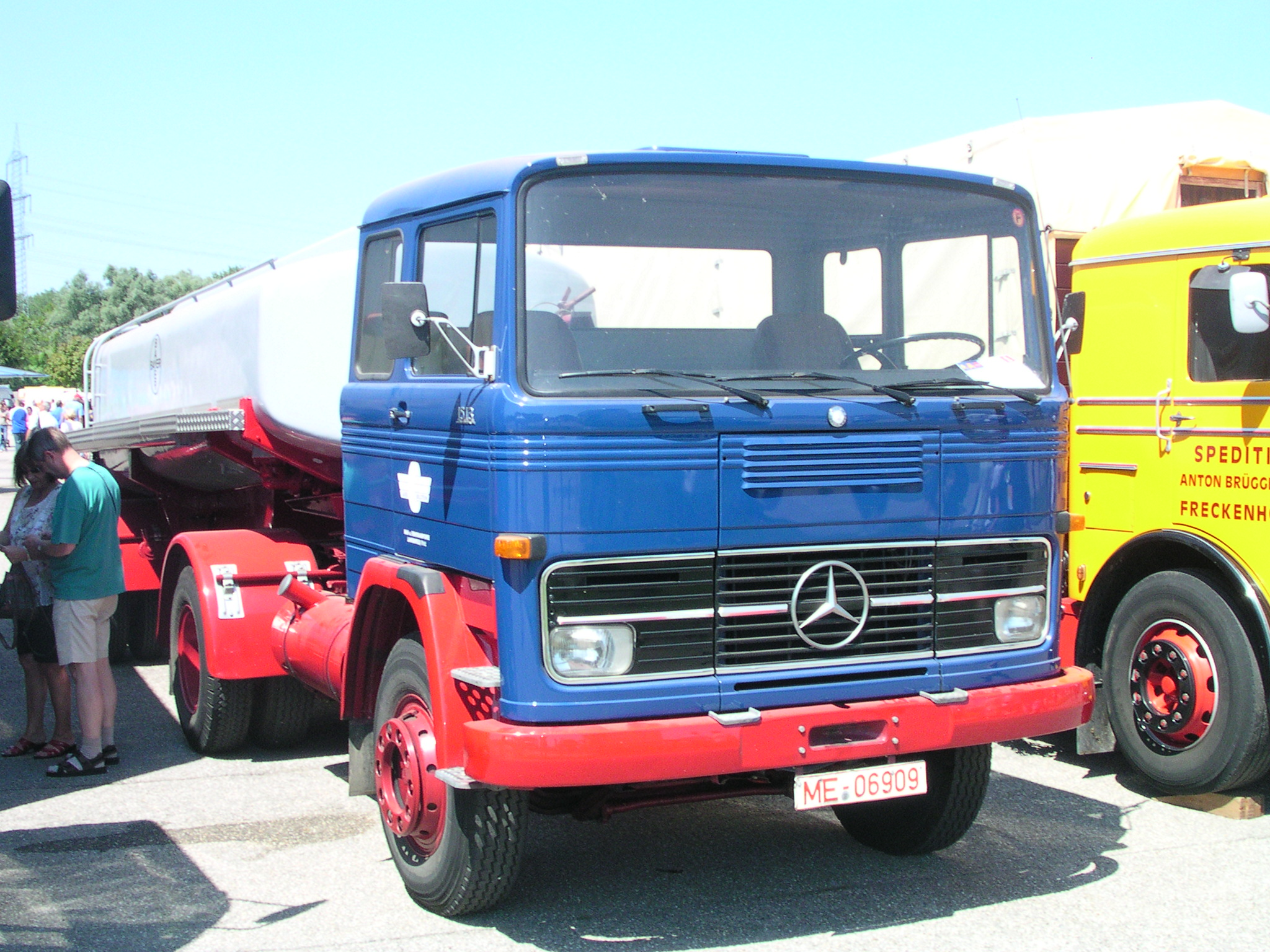
LPS 1513 (Sattelzugmaschine)

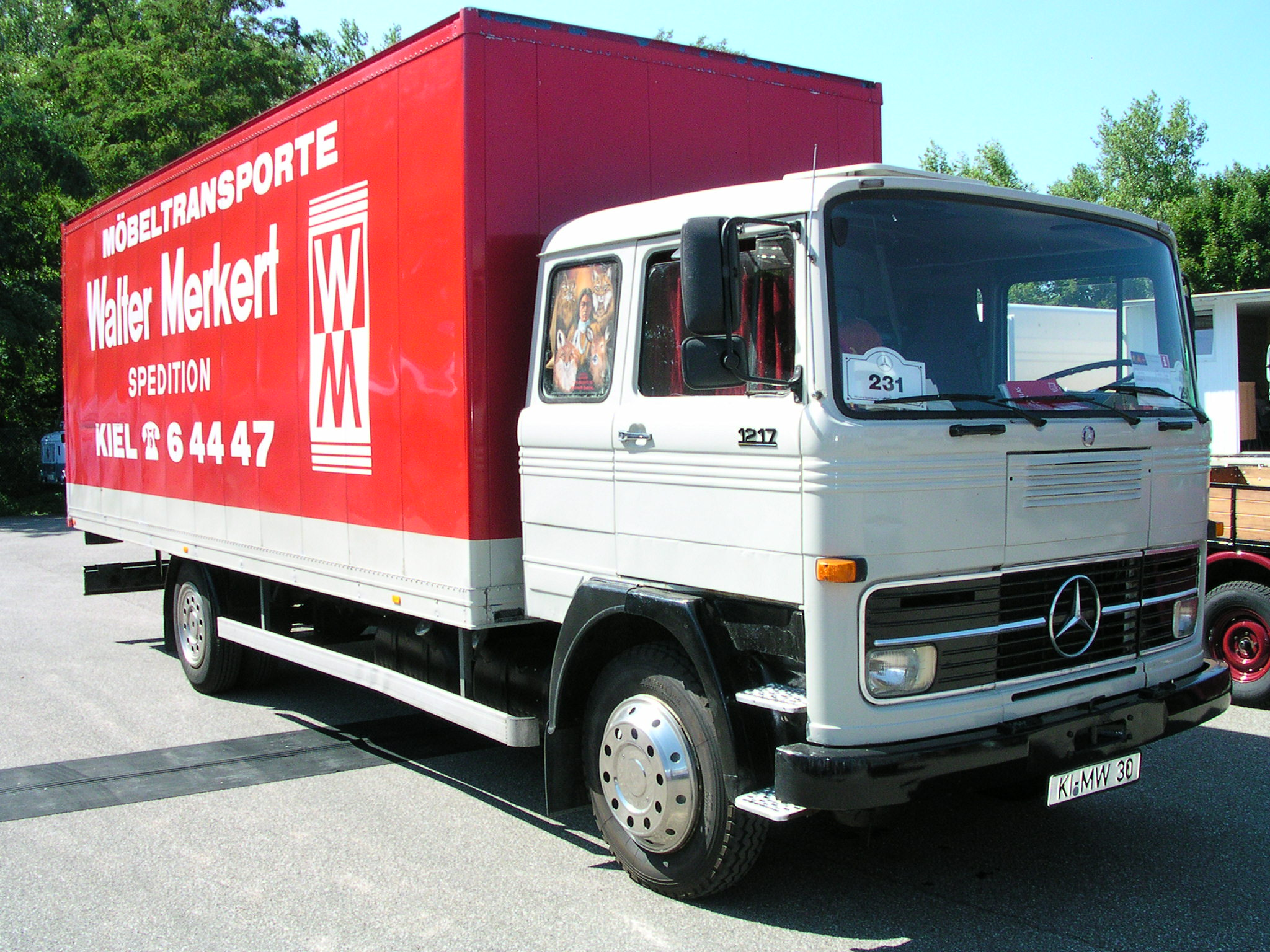
LP 1217 mit Doppelkabine

| 1517                          | OM 360.III             | 8.725 cm³                       | 6        | 125 kW (170 PS) bei 2.200/min wahlweise 141 kW (192 PS) bei 2.500/min | 579 N·m (59 mkp) bei 1.500/min   |
| 1519                          | OM 360                 | 8.725 cm³                       | 6        | 141 kW (192 PS) bei 2.500/min                                         | 579 N·m (59 mkp) bei 1.500/min   |
| 1619                          | OM 360                 | 8.725 cm³                       | 6        | 141 kW (192 PS) bei 2.500/min                                         | 579 N·m (59 mkp) bei 1.500/min   |
| 2219                          | OM 360                 | 8.725 cm³                       | 6        | 141 kW (192 PS) bei 2.500/min                                         | 579 N·m (59 mkp) bei 1.500/min   |
| weitere Kombinationen möglich |                        |                                 |          |                                                                       |                                  |